# Karl-Hans Laermann
Karl-Hans Laermann (ur. 26 grudnia 1929 w Kaulhausen koło Erkelenz, zm. 26 czerwca 2024) – niemiecki polityk, inżynier i nauczyciel akademicki, działacz Wolnej Partii Demokratycznej (FDP), parlamentarzysta, w 1994 minister edukacji i nauki.

## Życiorys
Absolwent inżynierii lądowej na RWTH Aachen, uzyskał następnie doktorat (1963) i habilitację (1966). Został wykładowcą statystyki eksperymentalnej na macierzystej uczelni, na początku lat 70. objął stanowisko profesora. W 1974 przeszedł do pracy na Bergische Universität Wuppertal.
W 1968 wstąpił do Wolnej Partii Demokratycznej. W 1974 uzyskał mandat posła do Bundestagu, w którym zasiadał nieprzerwanie do 1998. Dołączył do rady kuratorów Fundacji im. Friedricha Naumanna. Od lutego do listopada 1994 sprawował urząd ministra edukacji i nauki w czwartym rządzie Helmuta Kohla.